# Сёстры Тамулявичуте
Вилия Бронюсовна Тамулявичюте (лит. Vilija Tamulevičiūtė) и Виталия Бронюсовна Тамулявичюте (лит. Vitalija Tamulevičiūtė, родились 30 июля 1987 года в Алитусе) — сиамские близнецы из Литвы, успешно разделённые 6 июля 1989 года в ходе операции в НИИ имени Н. Н. Бурденко в Москве.

## Биография

### Семья
Родители — Дайва Тамулявичене, оператор ПК на швейной фабрике. Отец — Бронюс Тамулявичюс, электрик. Младший брат Повилас (родился в 1988 году) — программист на предприятии по производству спортивной одежды. По заявлению сестёр, их бабушка вышла замуж в 35 лет и родила троих детей. На 2017 год сёстры были не замужем.

### Операция
При рождении дочерей Дайве пришлось делать кесарево сечение, УЗИ во время беременности ей не делали. Дочери родились достаточно слабыми: масса составляла 3600 г на двоих, и матери детей показали только через три дня после их рождения. После родов Дайве сделали укол успокоительного, прежде чем рассказать правду о близнецах, и мать была повергнута в шок. Как оказалось, девочки срослись черепными коробками, хотя кровообращение было отдельным у каждой из девочек, а сращивания мозга, вопреки заявлениям многих врачей, не было. В течение четырёх месяцев близнецов выхаживали: 10 дней они провели в больнице, затем были направлены в отделение детской нейрохирургии больницы Сантаришкес при Вильнюсском университете, а позже оказались в Каунасской академической клинике. Сохранился видеоархив, где на кадрах обе девочки до операции вели себя как обычные дети, но их подвижность была сильно ограничена.
Споры по поводу целесообразности операции по разделению близнецов были долгими: никто не гарантировал того, что хотя бы одна девочка выживет, и риск был большим. За операцию выступали в основном представители молодого поколения врачей, и родители ждали, что хотя бы кто-нибудь из врачей предпримет какие-либо шаги по спасению девочек. 6 июля 1989 года после уговоров литовского доктора Вайсиса в Москве в НИИ имени Н. Н. Бурденко была проведена операция по разделению сиамских близнецов: её вёл профессор РАН Александр Коновалов (Герой Труда, 2013), ассистировал ему будущий руководитель НИИ имени Бурденко Александр Потапов. Операция длилась, по одним данным, 16 часов, по другим — 20 часов. Спустя сутки после операции разделённых девочек увидел отец, а через три дня после операции прилетела в Москву и мать. Девочки стали известными на всю Литву, хотя сверстники ещё долгое время презрительно о них отзывались.

### После операции
В настоящее время сёстры проживают в Вильнюсе и работают в книжной сети. Виталия по образованию — специалист по истории искусств, Вилия — учитель истории. Сёстры стараются не показываться на публике, поскольку, как заявляют, им надоело многочисленное упоминание в СМИ. По характеру Вилию называют более скромной и пунктуальной, а Виталию — более энергичной. 
28 октября 2015 года семья Тамулявичюсов  впервые появилась на в эфире телеканала Россия-1 на ток-шоу «Прямой эфир».